# Liste des lieux patrimoniaux de la municipalité de district de Muskoka
Cet article recense les lieux patrimoniaux de la municipalité de district de Muskoka inscrits au répertoire des lieux patrimoniaux du Canada, qu'ils soient de niveau provincial, fédéral ou municipal.

## Liste
| [ 1 ] | Lieu patrimonial             | Illustration                 | Municipalité                           | Adresse               | Coordonnées        | No    | Constr. | Prot.                                    | Rec. | Notes |
| ----- | ---------------------------- | ---------------------------- | -------------------------------------- | --------------------- | ------------------ | ----- | ------- | ---------------------------------------- | ---- | ----- |
| P     | Woodchester Villa            | Téléverser                   | Bracebridge                            | 15, King Street       | 45.0394 -79.3052   | 8206  | 1882    | Ontario Heritage Foundation Easement     | 1981 |       |
| M     | Woodchester Villa            | Téléverser                   | Bracebridge                            | 15, King Street       | 45.0394 -79.3046   | 8568  | 1882    | Municipal Heritage Designation (Part IV) | 1978 |       |
| F     | Maison commémorative Bethune | Maison commémorative Bethune | Gravenhurst                            | 235 John Street North | 44.9205 -79.3761   | 7765  | 1880    | LHN                                      | 1997 |       |
| F     | Maison Bethune               | Maison Bethune               | Gravenhurst                            | 235 John Street       | 44.9205 -79.376    | 9727  | 1880    | ÉFP reconnu                              | 1991 |       |
| F     | Voie navigable Trent-Severn  | Voie navigable Trent-Severn  | Gravenhurst Muskoka Lakes Georgian Bay |                       | 44.85771 -79.54033 | 4507  | 1920    | LHN                                      | 1929 | [ 3 ] |
| F     | Gare du Canadien National    | Gare du Canadien National    | Huntsville                             | 50 Main Street West   | 45.3235 -79.226    | 6811  | 1924    | GFP                                      | 1993 |       |
| P     | Huntsville CNR Station       | Huntsville CNR Station       | Huntsville                             | 1, Station Road       | 45.3237 -79.2262   | 10507 | 1924    | Ontario Heritage Foundation Easement     | 2003 |       |